# Св. св. Теодор Тирон и Теодор Стратилат (Горно Крушево)
„Св. св. Теодор Тирон и Теодор Стратилат“ (на гръцки: Αγίων Θεοδώρων Άνω Κερδυλίων) е възрожденска православна църква в сярското село Горно Крушево (Ано Кердилия), Гърция, част от Сярската и Нигритска епархия.

## История
Църквата е построена в 1836 година. В 1941 година след унищожаването на Горно и Долно Крушево от германските окупационни части, църквата заедно със  „Света Богородица Памакариста“ е единствената сграда, която оцелява в селото. По-късно е възстановена.
В 1991 година храмът е обявен за защитен паметник на културата.